# 三郷村 (新潟県)
三郷村（さんごうむら）は、かつて新潟県中頸城郡にあった村。

## 沿革
- 1889年（明治22年）4月1日 - 町村制の施行により、中頸城郡天野原新田、今池村、本長者原村、新長者原村、本長者原新田、藪野村、辰尾新田、西松野木村及び下四ツ屋村の区域をもって、中頸城郡三郷村が発足する。
- 1901年（明治34年）11月1日 - 中頸城郡三郷村及び高士村の区域の一部が合併して、改めて中頸城郡三郷村が発足する。
- 1955年（昭和30年）2月1日 - 高田市に編入する。

## 出身・ゆかりのある人物
- 小山元一 - 三郷村会議員、三郷村長、高田市議会議員、高田市長、上越市長。